# Панобиностат
Панобиностатът е неспецифичен инхибитор на ензима хистон деацетилаза, използван за лечение на миеломната болест в комбинация с други антинеопластични средства. Обикновено се приема под формата на капсули заедно с други медикаменти по специален режим.
Не се препоръчва за пациенти, страдащи от тежка чернодробна дисфункция, хронична бъбречна недостатъчност в краен стадий, включително при хемодиализа, бременни и кърмещи жени, както и деца под 18-годишна възраст.